# Anna ed io
Anna ed io (Anna and the King) è una serie televisiva statunitense in 13 episodi andati in onda per la prima volta nel corso di una sola stagione nel 1972 sulla rete CBS. La serie è conosciuta in Italia anche con il titolo di Anna e il re o Anna e il suo re. È basata sui due film Anna e il re del Siam  (1946) e Il re ed io (1956) (a sua volta originati dal romanzo Anna and the King of Siam del 1944). L'ultimo remake al cinema è del 1999, Anna and the King con Jodie Foster.

## Trama
L'insegnante Anna Owens viene scelta dal re del Siam (Thailandia), re Mongkut, come educatrice per suo figlio, il principe Chulalongkorn. La storia è ispirata a una storia vera, quella di Anna Leonowens.

## Personaggi
- Re Mongkut  (13 episodi, 1972), interpretato da Yul Brynner.
- Anna Owens  (13 episodi, 1972), interpretato da Samantha Eggar.
- Kralahome  (13 episodi, 1972), interpretato da Keye Luke.
- Louis Owens  (13 episodi, 1972), interpretato da Eric Shea, il figlio di Anna.
- Principe Chulalongkorn  (13 episodi, 1972), interpretato da Brian Tochi.
- Lady Thiang, interpretata da Lisa Lu, la prima moglie del re.
- Principessa Serena, interpretata da Rosalind Chao.

## Episodi
| Stagione       | Episodi | Prima TV originale |
| -------------- | ------- | ------------------ |
| Prima stagione | 13      | 1972               |